# Team 5ünf
Team 5ünf ist eine von Jay Khan und Marc Terenzi gegründete Schlager-Boygroup, die englische Boygroup-Songs auf Deutsch übersetzt singt.

## Werdegang
Am 5. März 2021 gaben die ehemaligen Boygroup-Mitglieder Jay Khan (2005 bis 2009 Mitglied bei US5) und Marc Terenzi (1999 bis 2004 Sänger und Gitarrist bei Natural) auf Instagram ihren Plan bekannt, gemeinsam eine neue Boygroup zu gründen. Zwei Jahre zuvor war Khan die Idee gekommen, in deutscher Sprache die Klassiker anderer Boygroups zu covern, nachdem er Eloy de Jongs deutsches Boyzone-Cover Egal was andere sagen gehört hatte.
Im Rahmen einer Wochenserie im RTL-Mittagsjournal Punkt 12 suchten Khan und Terenzi mit Hilfe der Choreographin India Rischko aus sechs Bewerbern drei Kandidaten aus, mit denen sie die zukünftige Boygroup Team 5ünf bildeten. Zeitgleich mit Ausstrahlung der finalen Folge erschien im März 2021 die Debüt-Single Komm zurück zu mir, eine deutschsprachige Version von Take Thats Back for Good, die 1996 schon von Michael Morgan gesungen worden war.
Im April 2021 folgte die zweite Single Brich mir mein Herz nicht noch mehr, im Original Quit Playing Games (with My Heart) von den Backstreet Boys. Im Juli 2021 hatte die Gruppe einen Gastauftritt in der Daily Soap Unter uns. Als dritte Single erschien im August 2021 Liebe überall, eine deutsche Version von Love Is Everywhere von Caught in the Act. Einen Tag nach der Veröffentlichung präsentierte Team 5ünf die Single in der ARD-Sendung Die große Schlagerstrandparty zum Geburtstag von Florian Silbereisen.
Das Debütalbum Einmal Boyband und zurück von Team 5ünf erschien im September 2021 und konnte auf Platz 20 der deutschen Albumcharts erreichen. Parallel zur Veröffentlichung des Albums wirkten die die Gruppe in der Doku-Soap Shopping Queen mit, in der sie die Kandidatinnen bei ihren Einkäufen unterstützten.
Im September 2022 wurde der Ausstieg von Sven Light bekannt gegeben. Als Ersatz rückte der Freiburger Musicaldarsteller Daniel Johnson nach. Den ersten Auftritt in der neuen Formation hatte die Band in der 26. Ausgabe der RTL-Spielshow Denn sie wissen nicht, was passiert, wo sie ihre aktuelle Single Ich sag es ist so präsentierten. Im Februar 2023 gab David Lei Brandt den Ausstieg aus der Boygroup bekannt. Als Ersatz wurde ein paar Tage später der Düsseldorfer Tänzer und Choreograf Dennis „Dnice“ Somuha als neues Mitglied vorgestellt.
Im März 2023 gab die Gruppe die Trennung von Marc Terenzi bekannt, nachdem es intern zu Konflikten wegen Terenzis Unzuverlässigkeit gekommen war. Im Juli 2023 wurde beim Schlagerbooom Open Air in Kitzbühel der DSDS-Gewinner Prince Damien als neues Mitglied vorgestellt. Das zweite Album Für die Ewigkeit erschien im Oktober 2023 und erreichte Platz 9 der deutschen Albumcharts.

## Zeitleiste: Bandmitglieder
| Mitglied | Mitglied              | 2021      | 2022      | 2022      | 2023      | 2023      | 2024      |
| -------- | --------------------- | --------- | --------- | --------- | --------- | --------- | --------- |
|          | Jay Khan              | seit 2021 | seit 2021 | seit 2021 | seit 2021 | seit 2021 | seit 2021 |
|          | Joel de Tombe         | seit 2021 | seit 2021 | seit 2021 | seit 2021 | seit 2021 | seit 2021 |
|          | Daniel Johnson        |           |           | seit 2022 | seit 2022 | seit 2022 | seit 2022 |
|          | Dennis „Dnice“ Somuah |           |           |           |           | seit 2023 | seit 2023 |
|          | Prince Damien         |           |           |           |           | seit 2023 | seit 2023 |
|          | Marc Terenzi          | 2021–2023 | 2021–2023 | 2021–2023 | 2021–2023 |           |           |
|          | David Lei Brandt      | 2021–2023 | 2021–2023 | 2021–2023 | 2021–2023 |           |           |
|          | Sven Light            | 2021–2022 | 2021–2022 |           |           |           |           |

## Diskografie

### Studioalben
| Jahr | Titel Musiklabel                    | Höchstplatzierung, Gesamtwochen, AuszeichnungChartplatzierungen (Jahr, Titel, Musiklabel, Platzierungen, Wochen, Auszeichnungen, Anmerkungen) | Höchstplatzierung, Gesamtwochen, AuszeichnungChartplatzierungen (Jahr, Titel, Musiklabel, Platzierungen, Wochen, Auszeichnungen, Anmerkungen) | Höchstplatzierung, Gesamtwochen, AuszeichnungChartplatzierungen (Jahr, Titel, Musiklabel, Platzierungen, Wochen, Auszeichnungen, Anmerkungen) | Anmerkungen                             |
| Jahr | Titel Musiklabel                    | DE | AT | CH | Anmerkungen                             |
| ---- | ----------------------------------- | --- | --- | --- | --------------------------------------- |
| 2021 | Einmal Boyband und Zurück Electrola | DE20 (3 Wo.)DE | AT44 (1 Wo.)AT | CH40 (2 Wo.)CH | Erstveröffentlichung: 3. September 2021 |
| 2023 | Für die Ewigkeit Telamo             | DE9 (1 Wo.)DE | AT64 (1 Wo.)AT | — | Erstveröffentlichung: 20. Oktober 2023  |

### Singles
- 2021: Komm zurück zu mir (Original: Take That – Back for Good)
- 2021: Brich mir mein Herz nicht noch mehr (Original: Backstreet Boys – Quit Playin’ Games (With My Heart))
- 2021: Liebe überall (Original: Caught in the Act – Love Is Everywhere)
- 2021: Bleib doch (Original: East 17 – Stay Another Day)
- 2022: Ich sag es ist so (Original: Backstreet Boys – I Want It That Way)
- 2023: I.O.I.O. (Original: Bee Gees – I.O.I.O.)
- 2023: Für die Ewigkeit (Original: Worlds Apart – Everlasting Love)
- 2023: Everybody (Original: Backstreet Boys – Everybody (Backstreet’s Back))